# شهرستان پوان
شهرستان پوان (به لاتین: Pu'an County) یک منطقهٔ مسکونی در چین است که در کیانشینان واقع شده‌است.